# Europsko prvenstvo u košarci za žene – Mađarska 1997.
Europsko prvenstvo u košarci za žene 1997. godine održalo se u Mađarskoj 1997. godine.